# Bay View (Terre-Neuve-et-Labrador)
Pour les articles homonymes, voir Bay View.
Bay View est une petite communauté canadienne située sur la péninsule de Burin de l'île de Terre-Neuve dans la province de Terre-Neuve-et-Labrador. Elle est située sur la route 220 qui fait le tour de la partie sud de la péninsule entre Lewin's Cove au nord et Salmonier au sud.

## Annexe